# Saussurea salsa
Saussurea salsa là một loài thực vật có hoa trong họ Cúc. Loài này được (Pall. ex Pall.) Spreng. miêu tả khoa học đầu tiên năm 1826.